# Andrei Jakowlewitsch Daschkow

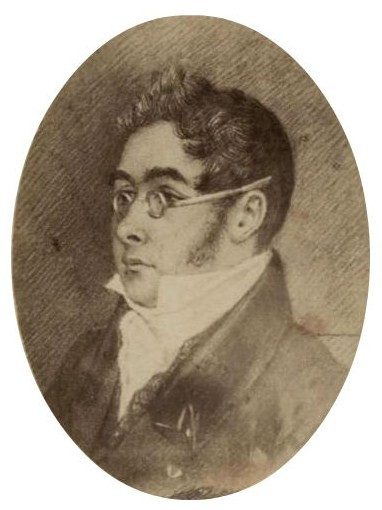
Andrei Jakowlewitsch Daschkow

Andrei Jakowlewitsch Daschkow (russisch Андрей Яковлевич Дашков; * 1775 in Sankt Petersburg; † 21. Juni 1831) war ein russischer Diplomat.

## Leben
Von 1786 bis 1791 war Daschkow als Unteroffizier beim Semjonowskoje-Leibgarderegiment. 1804 wurde er als Oberassistent im zaristischen Handelsministerium eingestellt.
Andrei Daschkow war der erste Botschafter des Zaren bei einer Regierung von James Madison in den USA. 1807 wurden die diplomatischen Beziehungen zwischen dem Zarenreich und der Regierung der USA aufgenommen. Der Regierungssitz war 1800 von Philadelphia nach Washington verlegt worden, der Konsulatsitz war 1808 noch Philadelphia, wohin Daschkow von Alexander I. als russischer Generalkonsul und Geschäftsträger entsandt wurde. Daschkow wurde von einem russisch-amerikanischen Unternehmen zum Honorarvertreter ernannt. Als solcher unterzeichnete er den ersten russisch-US-amerikanischen Vertrag zwischen seiner Gesellschaft und der Pacific Fur Company von Johann Jakob Astor.
1817 wurde dem russischen Generalkonsul in Philadelphia, Koslow, die Vergewaltigung einer Schutzbefohlenen vorgeworfen und Daschkow durch Pjotr Poletika abgelöst. Er kehrte nach Russland in das von Karl Robert von Nesselrode geleitete russische Außenministerium zurück. Von 1820 bis 1821 war er Marineattaché in Konstantinopel. 1826 wurde Daschkow Staatsrat.